# Inga Hägg
Inga Hägg född 1939. Svensk arkeolog inriktad mot textilarkeologi. Hägg doktorerade 1974 vid Uppsala universitet med en avhandling om vikingatida kvinnodräkt med fokus på gravfynd från Birka. 
Hägg har främst arbetat med textila fyndmaterial, bl.a. från Hedeby, vid Schleswig-Holsteinische Landesmuseen i Schleswig. Under en kortare period tjänstgjorde hon även som professor och föreståndare för Arkeologiska forskningslaboratoriet i Stockholm.

## Publikationer i urval
- 1974. Kvinnodräkten i Birka: livplaggens rekonstruktion på grundval av det arkeologiska materialet AUN 2. Uppsala
- 1984. Die Textilfunde aus dem Hafen von Haithabu Berichte über die Ausgrabungen in Haithabu, 20. Neumünster
- 1991. Rangsymboliska element i vikingatida gravar : Hedeby-Birka-Mammen. Mammen : grav, kunst og samfund i vikingetid. Højbjerg
- 2007. Med textilier som källmaterial : glimtar ur vikingatidens historia. Saga och sed 2006 : Kungl. Gustav Adolfs akademiens årsbok